# Bulbine latifolia
Bulbine latifolia är en grästrädsväxtart som först beskrevs av Carl von Linné d.y., och fick sitt nu gällande namn av Spreng.. Bulbine latifolia ingår i släktet bulbiner, och familjen grästrädsväxter.

## Underarter
Arten delas in i följande underarter:
- B. l. curvata
- B. l. latifolia

## Bildgalleri

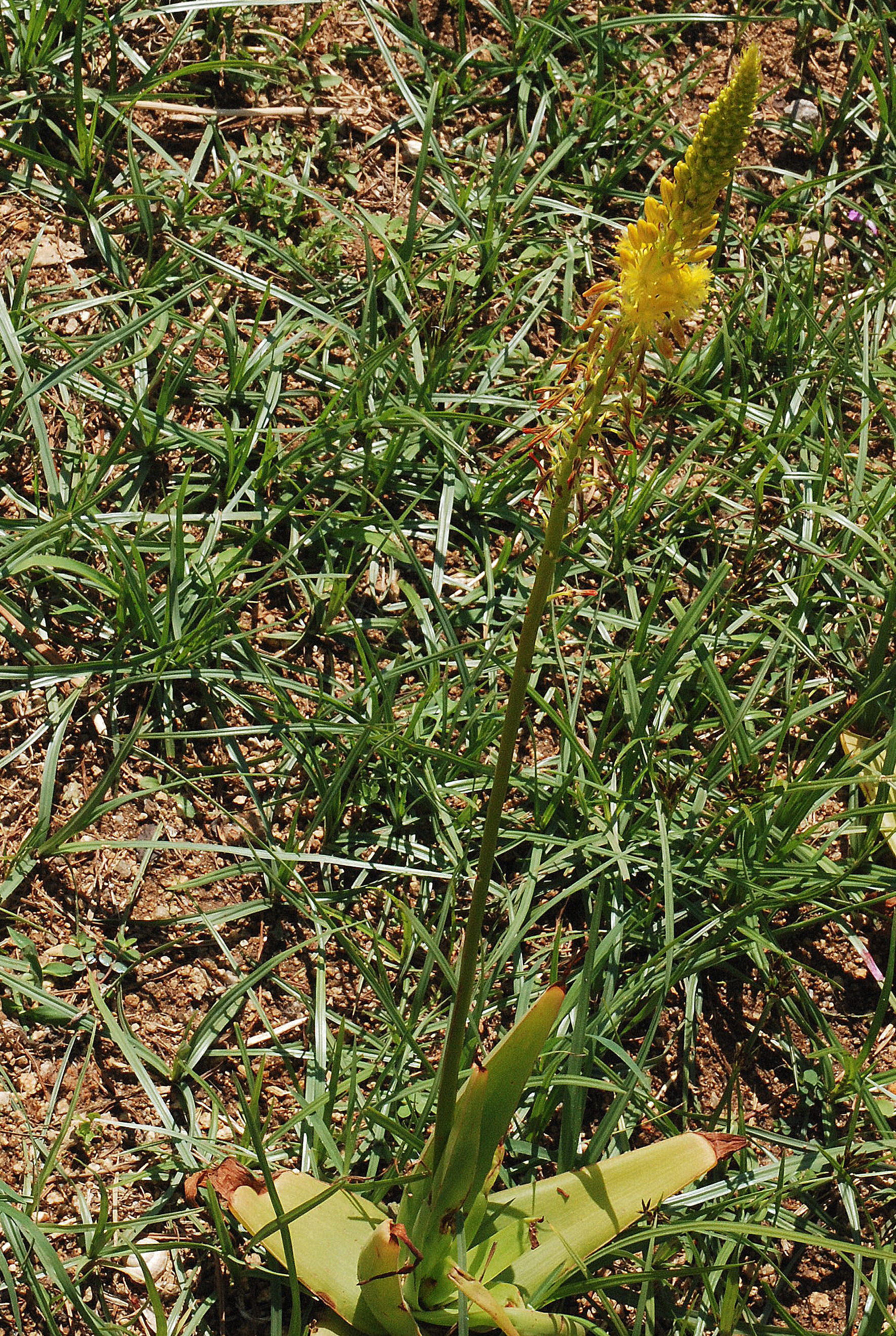
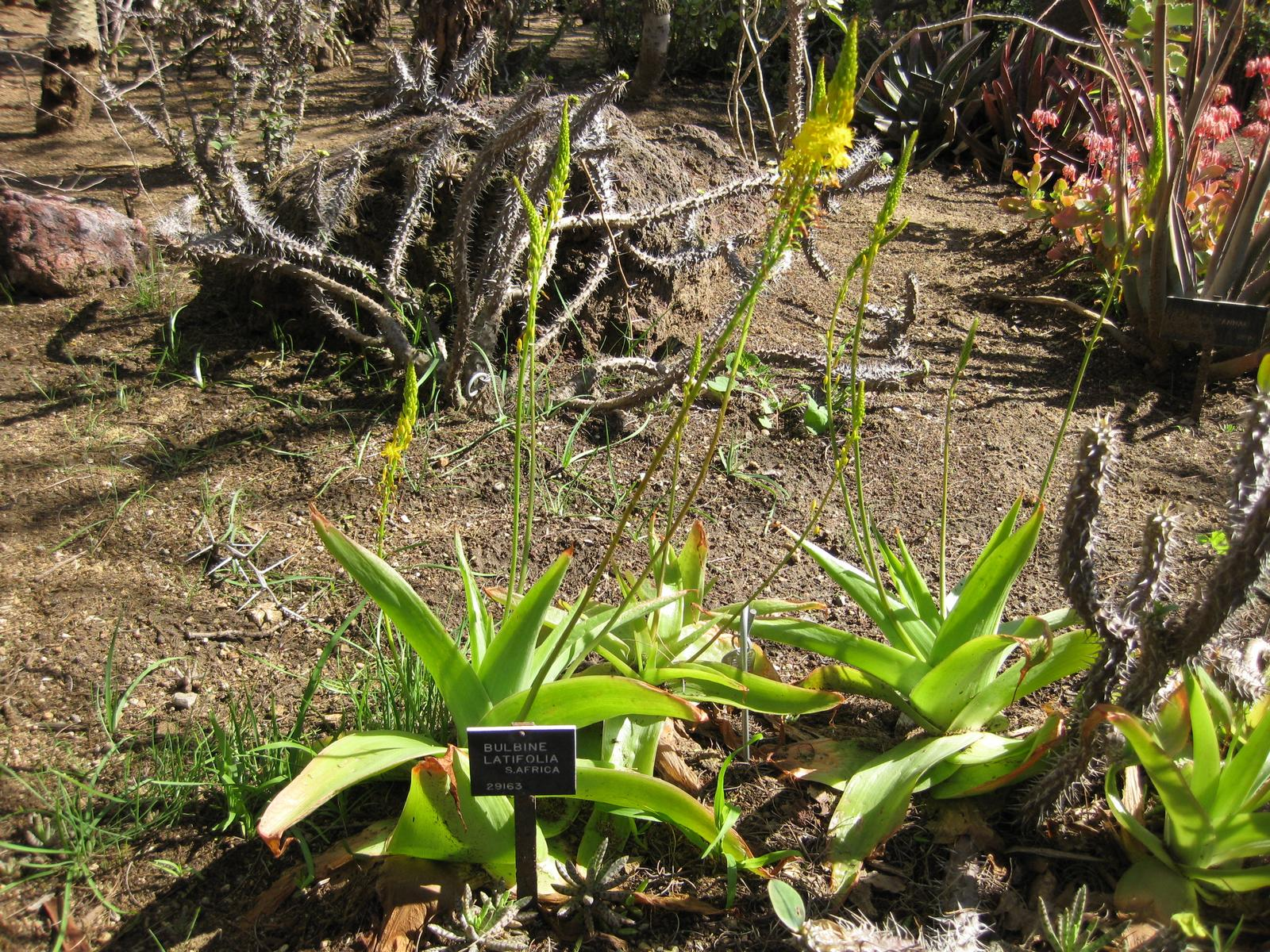
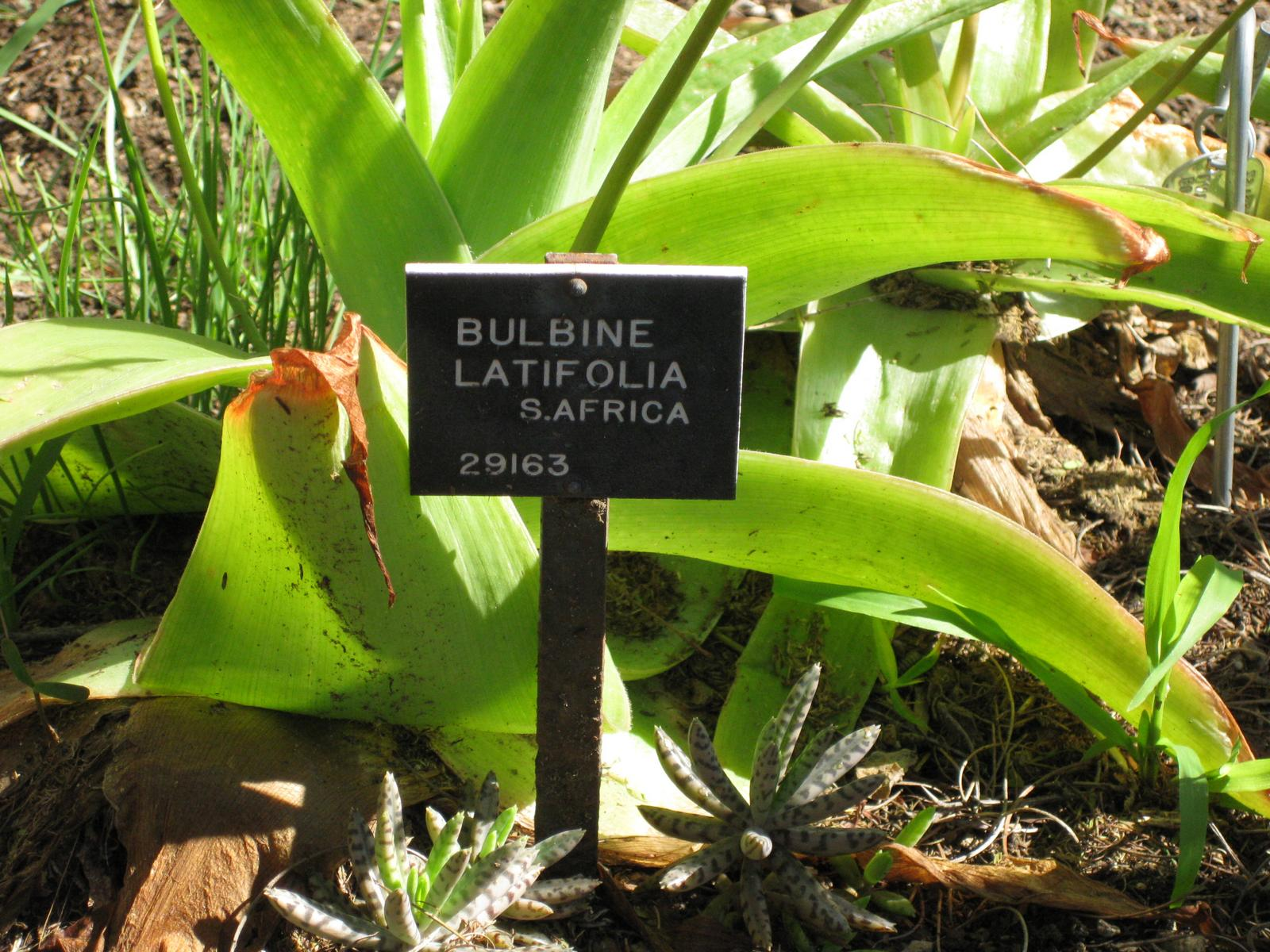